# Humberto Terrones Maldonado
Humberto Terrones Maldonado (Ciudad de México, México, 26 de mayo de 1962), es un investigador mexicano en el campo de la nanociencia y nanotecnología. La revista TIME y la cadena informativa noticiosa CNN lo nombraron como uno de los 50 líderes latinoamericanos del nuevo milenio en el año 2001.

## Estudios y docencia
Humberto Terrones Maldonado realizó sus estudios en Ingeniería Física en la Universidad Iberoamericana de la Ciudad de México, siendo parte de la primera generación egresada en esa carrera en la institución y con mención honorífica.
Realizó estudios de posgrado en el Birkbeck College de la Universidad de Londres, bajo la guía del cristalógrafo británico Alan McKay, en donde aplicó modelos matemáticos de topología en la descripción y modelado de estructuras atómicas y moleculares. Posteriormente llevó a cabo una estancia posdoctoral en el Departamento de Química de la Universidad de Cambridge y otra en la Universidad de Sussex.
En el año 2000 regresó a México gracias al programa de repatriación de científicos mexicanos del CONACYT, integrándose a la plantilla de profesores e investigadores del Departamento de Física Aplicada y Tecnología Avanzada del Instituto de Física de la UNAM en Juriquilla, Querétaro. En el año 2001 participó en la creación de la División de Materiales Avanzados del Instituto Potosino de Investigación Científica y Tecnológica, del cual fue Jefe de División e investigador. Formó parte del Grupo de Investigación en Nanociencias y Nanotecnología del IPICYT, reconocido como uno de los 10 grupos de investigación más productivos a nivel mundial en el área de nanociencia y nanotecnología.
En diciembre de 2009 dejó el IPICYT y desde entonces ha sido investigador visitante en universidades en Bélgica, Brasil y Estados Unidos. Actualmente se encuentra en el Departamento de Física de la Universidad Estatal de Pensilvania, en Estados Unidos.

## Contribuciones científicas
Tanto de manera individual como junto con su hermano Mauricio Terrones Maldonado, a quien repatrió en el año 2001 para integrarse al recién creado Instituto Potosino de Investigación Científica y Tecnológica (IPICYT), ha realizado numerosas contribuciones originales y fundamentales en el área de la nanociencia y la nanotecnología. Entre dichos avances es posible enumerar:
- La introducción del concepto de curvatura en materiales en capas,
- La síntesis de nanotubos de carbono alineados,
- El estudio y síntesis de nanotubos de otros elementos como nitruro de boro, disulfuro de tungsteno y disulfuro de molibdeno,
- La síntesis de nanoalambres de hierro,
- Fullerenos con altas topologías (fullerenos gigantes),[7]
- Estudios del papel que juegan los defectos en redes grafíticas y los efectos en sus propiedades electrónicas,
- El Modelo Terrones que explica la estructura de fullerenos gigantes,[8]
- La coalescencia de nanotubos de carbono,[9]
- El papel que juegan el boro, el nitrógeno y otros heteroátomos en los nanotubos de carbono y sus efectos en sus propiedades electrónicas.

Las contribuciones de Humberto Terrones han sido reconocidas en todo el mundo con múltiples artículos publicados en prestigiosas revistas científicas tales como Nature, Science, Physical Review Letters, Chemical Physics Letters, ACS Nano, entre otras.
Entre sus trabajos científicos más citados se encuentran los siguientes:
- Uniones moleculares en nanotubos de carbono de pared simple,[10]
- Unión selectiva de nanopartículas de oro a nanotubos de carbono dopados con nitrógeno,[11]
- Identificación de los estados electrón-donantes en nanotubos de carbono dopados con nitrógeno,[12]
- Coercitividad magnética mejorada en nanocables de Fe,
- Estructura y propiedades electrónicas de los nanotubos de MoS2,
- N-doping y coalescencia de nanotubos de carbono: síntesis y propiedades electrónicas,
- Nanocompuestos de nitruro de carbono: Formación de nanofibras alineadas de CxNy,
- Producción masiva de una nueva forma de carbono sp(2): Nanocintas de grafeno cristalino,[13]
- Efficient route to large arrays of CNx nanofibers by pyrolysis of ferrocene/melamine mixtures[14]

## Distinciones y premios
- Medalla al Mejor Estudiante de México, otorgada por la Oficina de la Presidencia de la República (México), 1992.
- Honorary Visiting Research Fellow en la Universidad de Sussex, Inglaterra, 1997.
- Alexander von Humboldt Fellowship para una estancia de investigación de 14 meses en el Max-Planck-Institut für Metallforschung en Stuttgart, 1999.
- Nombrado por la revista Time y CNN como uno de los "50 Líderes Latinoamericanos del Nuevo Milenio", 1999.
- Premio Nacional en Ciencias Exactas, otorgado por la Academia Mexicana de Ciencias, 2000.
- Distinción Universitaria para Jóvenes Académicos en Ciencias Exactas, otorgado por la Universidad Nacional Autónoma de México, 2000.
- Premio Nacional de Química "Andrés Manuel del Río", otorgado por la Sociedad Química de México, 2001.
- Premio “Javed Husain” otorgado a científicos jóvenes por la UNESCO, por sus contribuciones a la Nanotecnología de Carbono, 2001.
- Medalla "Albert Einstein" otorgada por la UNESCO, 2001.
- Electo como miembro de la Academia de Ciencias del Tercer Mundo, 2004.
- Premio "El Potosí", otorgado por el IPICYT, 2004.
- Highly Cited Researcher, 2019.[15]